# チキンチキンごぼう
チキンチキンごぼうは、山口県山口市を中心に広まる郷土料理の一つで、一口大に切った鶏肉と薄切りにしたゴボウをそれぞれ片栗粉をまぶして素揚げし、茹でた枝豆と共に砂糖や醤油などで作られた甘辛いタレに絡めた料理。

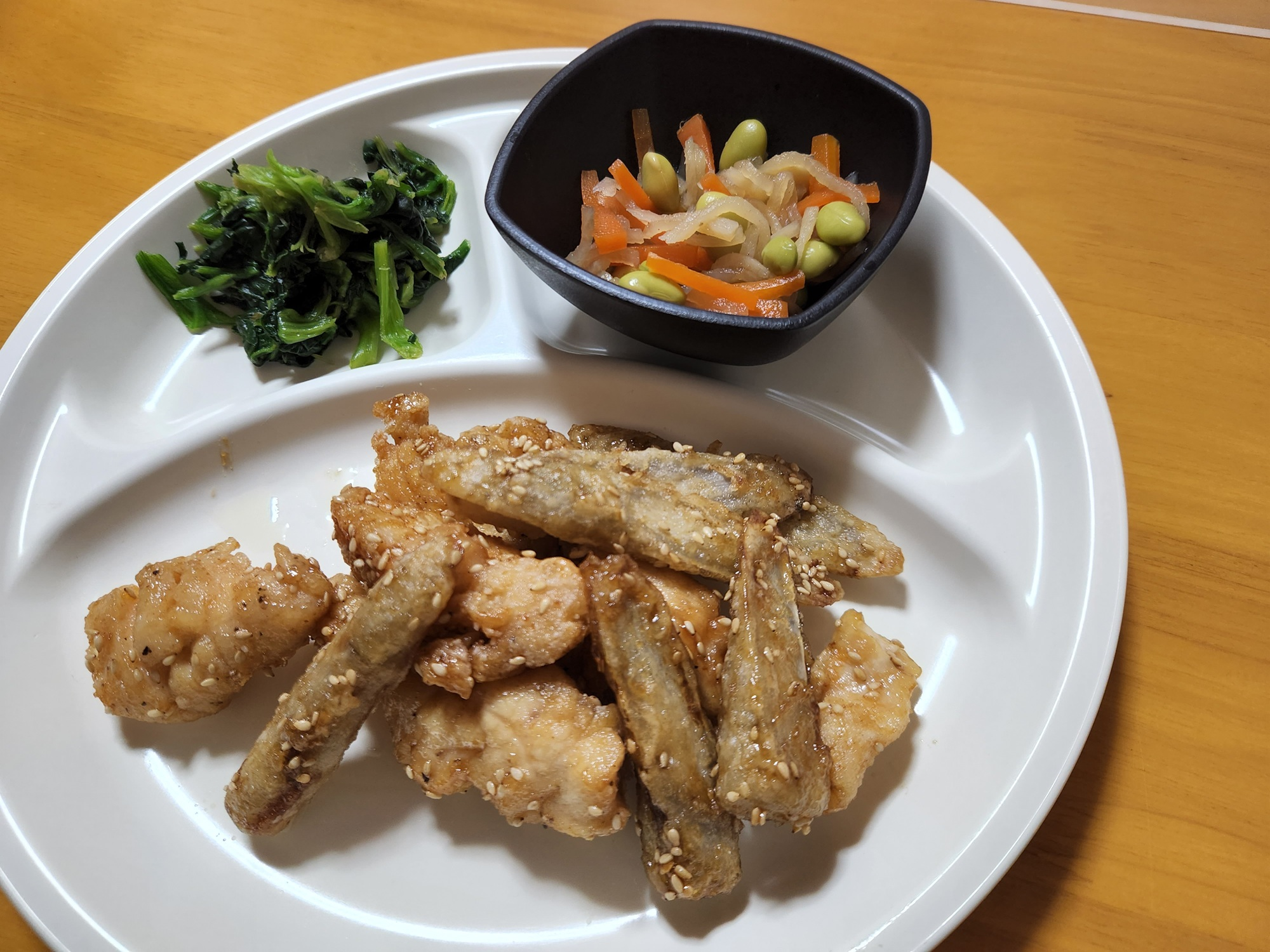
チキンチキンごぼう

## 歴史
山口市や地元の大歳自治振興会によれば、1995年ごろに山口市立大歳小学校の栄養教諭が学校給食のメニューがマンネリ化していることを憂いて、児童の各家庭のオリジナル料理を募集したところ、その時に提供されたレシピの1つが、児童の祖母・久保田ヤスエの考案した本料理である。料理自体は1980年前後くらいから作っており、誰かに教わったのか久保田自身が発案したのかは定かではないが、根菜の煮物が苦手な孫に作ったら好評だった。
学校給食として出したところ、児童に大人気となり、件の栄養教諭が山口市に参考献立として提案し、これが他の学校でも採用されるようになり、家庭から街へと口コミで広がっていった。
「山口のソウルフード」とも呼ばれるようになり、飲食店が出来栄えを競う「チキンチキンごぼう選手権」が開催されるまでになった。

## 名称について
久保田ヤスエ自身は料理名を付けていなかったが、ヤスエの息子の嫁・直子が名称を付けて応募している。大歳自治振興会によれば、チキンを二度、繰り返すのはレシピを提案した直子の「思いつき」だとされる。
結果として、このネーミングは「リズムがよく、子どもを引きつける」とされる。また、学校給食としては使用されている食材が分かるような名称は、児童や保護者に食材への関心を持ってもらうことと、アレルギーを持つ児童が注意しやすくするネーミングが重要とされる。

## アレンジ
チキンチキンれんこん
海上自衛隊岩国航空基地の隊員食堂では、ゴボウを地元伝統野菜の岩国レンコンに換えた「チキンチキンれんこん」を提供している。
クジラクジラごぼう
鶏肉をクジラ肉に換えたもの。9月4日の「くじらの日」などに提供される。
トントンれんこん
鶏肉を豚肉に、ゴボウをレンコンに換えたもの。